# Vaqueiros de alzada

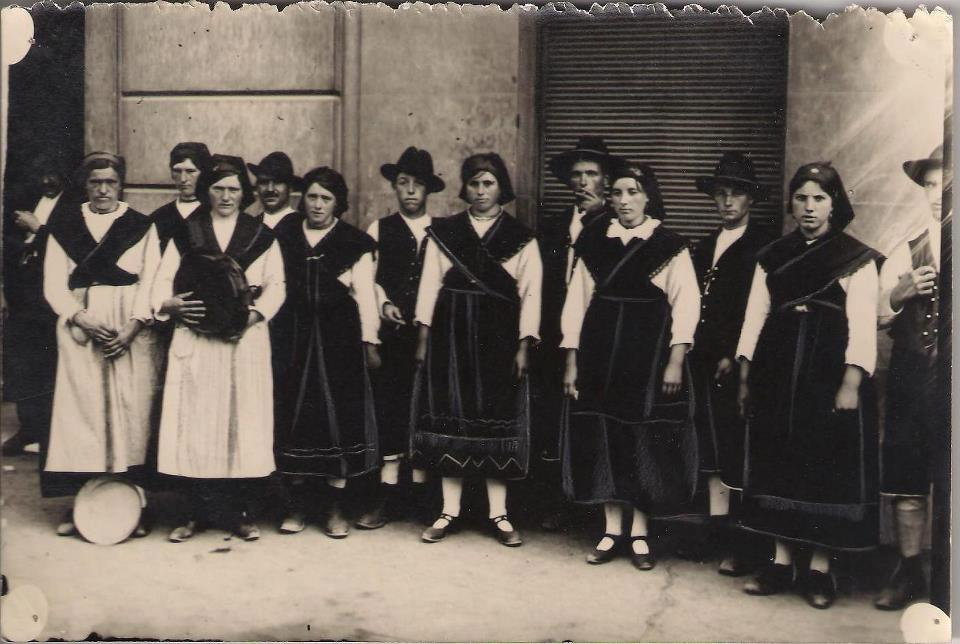
Danseurs vaqueiros à Gijón dans les années 1920

Les vaqueiros de alzada (vachers des hauteurs) constituent un groupe social des Asturies en Espagne. Il s'agit d'une population nomade pratiquant l'élevage bovin et la transhumance dans les montagnes des monts Cantabriques. Ils sont envisagés comme un groupe social du fait de leur culture propre et d'une importante endogamie. Comme les Caqueux de Bretagne et les Cagots du Béarn, ils ont souffert de discrimination et de marginalisation, justifiée notamment en leur attribuant des origines mauresques ou juives. 

## Localisation et habitat

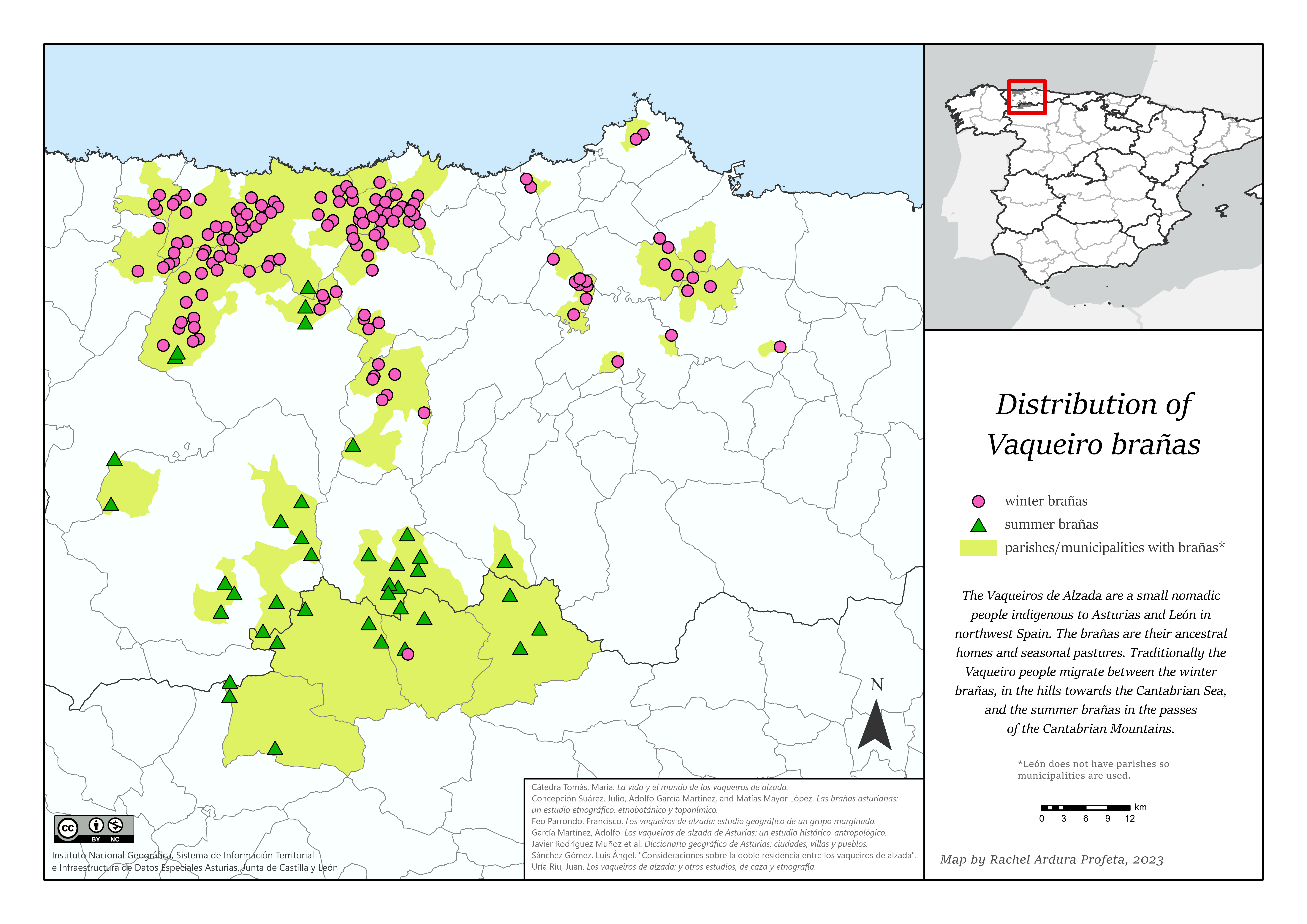
Carte des pâturages des vaqueiros

Les vaqueiros migrent entre les pâturages (brañas) d'été et d'hiver, notamment entre Salas, Pravia, Belmonte et Tineo jusqu'à Somiedo.

## Origines
De nombreuses théories existent sur leurs origines, qui permirent une justification de leur marginalisation. On leur prête des origines celtes, chaldéennes, mozarabes, juives, berbères ou maures.

## Ségrégation
Les vaqueiros subissaient notamment des insultes mais l'église demeure le lieu où la ségrégation était la plus visible, avec parfois deux fonts baptismaux différents. En effet, la population comme l'Église catholique participaient à la marginalisation des vaqueiros. Lors des processions, les vaqueiros ne pouvaient pas tenir de banderoles et dans les cimetières, ils étaient à l'écart de la population. Dans les auberges, ils ne pouvaient pas être servis dans des verres en verre.